# سفارة أوكرانيا في النمسا
سفارة أوكرانيا في النمسا هي أرفع تمثيل دبلوماسي لدولة أوكرانيا لدى النمسا. تقع السفارة في فيينا وهي تهدف لتعزيز المصالح الأوكرانية في النمسا.

## وصلات خارجية
- الموقع الرسمي
- قائمة سفارات أوكرانيا
- قائمة السفارات في النمسا